# 東恩納寛量

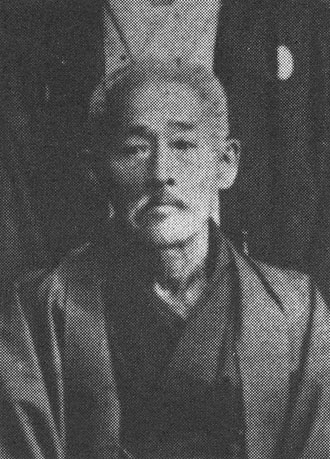
東恩納寛量

東恩納 寛量（ひがおんな かんりょう、1853年4月17日（嘉永6年3月10日） - 1915年（大正4年））は、那覇手中興の祖といわれる、明治期を代表する唐手（現・空手）の大家である。

## 経歴

### 生い立ち
東恩納寛量は、咸豊3年3月10日、1853年4月17日（新暦）、那覇西村の士族、慎氏東恩納寛用と母・真蒲戸の四男として生まれた。唐名は慎善煕、童名は真牛。父・寛用は慶良間から山原船で薪を運搬して那覇で売ることを生業としていた。慎氏集によれば東恩納家は天久子寛年を祖とする筑登之親雲上家・慎氏の支流（分家）畑の東恩納であり、父・寛用はその九世にあたるという。

### 那覇手修行時代
東恩納は10歳頃から長兄・寛扶とともに家業を手伝っていたが、一説では1873年（明治6年）、20歳（17歳とも）の頃、那覇手の新垣世璋（1840年 - 1920年）に唐手を師事したとされる。新垣が那覇手を東恩納に伝授した理由として、新垣家が東恩納家の得意先であり、家に出入りする東恩納寛量を見て並々ならぬ素質を感じたからともいわれている。他には東恩納寛裕と新垣は綾門大綱引きの争乱を協力して収めた記録があることから、慎氏門中として東恩納寛裕の仲介があった可能性も考えられる。東恩納は新垣のもとで3年間ほど那覇手を師事した。
ただし、剛柔流や東恩流にはいわゆる新垣派の型は伝承されておらず、また宮城長順の「唐手道概説」（1936）にもこれについての記載がないので、真偽のほどは不明である。東恩納は少年の頃より沖縄手は修行していたが、中国拳法は門外不出ゆえ大家に断られて修行できなかったとする説もある（宮里栄一説）。
また、新垣に師事した後、新垣が通事（通訳）として中国へ渡航することになったため、湖城流の湖城大禎に一時期預けられ、そこでも修行したとの説もある。ただし、東恩納は湖城とサンチンを巡って激論を繰り広げたとも言われ（いわゆるサンチン裁判）、この説とは矛盾する逸話も伝えられている。

### 中国武術修行時代
東恩納は、1877年（明治10年）24歳で長兄・寛扶を転覆事故により亡くした。その頃に中国（清）への渡航を果たした（長嶺将真説）（宮里栄一説）説がある。東恩納が中国へ渡航した理由は、拳法修行説、交易説、頑固党（中国派）の琉球王族、義村御殿の義村朝明の密使説など諸説がある。いずれにしろ、東恩納は渡航した直後は、当地で薪売りや薬売りをしていたとも言われる。やがて中国武術の大家ルールーコウ（トゥルーコウとも）に師事することになった（ワイシンザンに師事したとの説（安里安恒）もあり）。
最初、言葉が不自由だったこともあり、また当時の武術修行の常として、東恩納はなかなか本格的な武術の教授をしてもらえなかった。歩法と呼吸法の稽古ばかりを4、5時間もさせられ、他は師の雑用ばかりだったという。しかし、あるとき起こった大洪水のおり、東恩納は命がけで師匠の家族を救ったことでルールーコウの信頼を得、師から本格的な武術教授を受けることになったといわれる。その後、東恩納はルールーコウの中師匠（師範代）にまでなるほど、その技量を認められるようになった。
東恩納が中国に滞在していた期間については、複数説があり結論が出ていない。15年説（長嶺将真など）、3年説（宮城長順、比嘉佑直、知花朝信、東恩納寛量の孫など）、さらには往復の渡航期間を除くと1年4ヶ月が実質の滞在期間だったとする研究者もいる（渡嘉敷唯賢）。ほかに8年説、10年説、16年説、30年説（渡口政吉）などもある。また、渡航も複数回説があるが、当時、中国への渡航は厳しい管理下にあり「脱清」は容易でなかったことから、これには否定的な見解があり結論は出ていない。それゆえ、東恩納寛量が帰国した歳も、20代から40代まで様々な説がある。
慎氏集によれば寛量の長男・寛仁は1882年生まれ(寛量29歳)であるから、その前後は琉球に滞在していたと考えられる。

### 帰国以降
帰国後、東恩納は那覇で道場を開いたが当初は思うように弟子が集まらなかったという。文献上確認できる最初の弟子は、義村御殿の義村朝義（1866年－1945年）で、22、3歳の頃から東恩納寛量に師事したとのことであるから、数え年とすれば1887年（明治20年）頃の入門となる(寛量34歳)。その後、1902年（明治35年）頃に、許田重発、宮城長順ら、のちの高弟となる若者たちが相次いで入門した(寛量49歳)。東恩納の弟子には、他に摩文仁賢和、比嘉世幸、遠山寛賢などがいる。1915年（大正4年）、東恩納は持病の気管支喘息が悪化して弟子達が見守る中、死去した。亡くなった時期については10月とする説、12月とする説がある。

## 伝系の問題
以前は剛柔流の型は宮城長順が創作したものを除いては、すべて東恩納寛量が中国で習得して沖縄に持ち帰ったものと考えられていたが、近年では様々な疑問が提起されている。
- 「寅ぬ御冠船」の冊封使祝賀会プログラムの発見

1867年に尚泰王の冊封が終わったことを祝うため、那覇久米村の士族が祝賀会を開催した。そのときのプログラムが戦後出版された（『島袋全発著作集』）。その中に「壱百〇八歩」「ちしやうきん」「十三歩」という型の演武の記録があり、剛柔流に伝わる同名・類似の型が東恩納の渡清以前にすでに沖縄にあったことが証明され、これらの型は東恩納が中国から持ち帰ったという従来の説が疑わしくなった。
東恩納タンメーはペッチューリンを指導したのであってスーパーリンペイは指導していない、と許田重発が語っている。
チソーチンは那覇の久茂地の国吉真吉から中村平三郎に伝承されている。国吉は湧田の崎山喜徳の弟子である。崎山は劉衛流の開祖仲井間憲里の兄弟弟子であり、その流れは国吉真吉を経て沖縄拳法に受け継がれている。
- ルールーコウという名は、中国にはない

ルールー（如如）という発音は北京語で、東恩納が学んだとされる福建省の人々は、このような発音をしない。リューリュー（量量）だと、東恩納寛量自身を指すことになる。そもそも中国では、成人男子に対して、こうした重畳詞で呼ぶことはあり得ない。
しかし、子供が親しい間柄で量量哥（リューリューコー、量兄）と呼んだことも考えられる。この事から家族救出の逸話とは矛盾しない。
- 源流武術が存在しない

日中国交回復後、何十回と現地へ調査団が派遣されたが剛柔流の源流となる門派が特定されていない。これも、白鶴拳は断絶の危機にさらされ、劉銀山がかろうじて伝えた。現在の白鶴拳の套路は近年の再編である。
- 武器術が併伝されていない

沖縄の空手と違って、中国武術では武器術を併伝するのが普通である。師範代まで昇って武器術を修行してきていないというのはあり得ない。
こうした疑問点から、近年では東恩納寛量はそもそも中国へ渡航していないか、渡航していたとしても中国拳法のごく初歩を修行してきただけで、伝えられる経歴の大半は信憑性の乏しいものと見なす研究者が増えてきている。
以上の観点は剛柔流との比較や、近年の訪中調査の結果である。しかし、東恩流のペッチューリンでは白鶴拳と同じ手形を用いるし、中国拳法でいう後掃腿や、膝を伸ばした蹴上げが存在する。これらの技術から中国拳法由来の確証は形成される。しかし、体系だった技術であったのかは疑問である。